# Радюкевич, Леонид Владимирович
Леонид Владимирович Радюкевич (родился 21 декабря 1932 года, Минск, БССР, СССР) — советский и российский управленец, инженер-металлург, директор Магнитогорского металлургического комбината (1979—1985), бывший президент корпорации «Росчермет». Член КПСС с 1959 года; кандидат в члены ЦК КПСС (1981—1990), делегат XXVI съезда КПСС. Лауреат двух Государственных премий СССР.

## Биография
Родился 21 декабря 1932 года в Минске Белорусской ССР (ныне Республика Беларусь).
В раннем детстве вместе с семьей приехал в Магнитогорск. Отец устроился на работу в Управление главного энергетика Магнитогорского металлургического комбината, во время Великой Отечественной войны туда же поступила на работу и мать. Окончил Магнитогорский горно-металлургический институт в 1955 году по специальности обработка металлов давлением, инженер-металлург.
Будучи студентом, женился на студентке Магнитогорского государственного педагогического института. С будущей супругой учился в одном классе.
После окончания института работал на Магнитогорском металлургическом комбинате вальцовщиком, старшим вальцовщиком, мастером, начальником отделения в третьем листопрокатном цехе ММК. В этот же период в этом цехе работал будущий директор комбината Д. П. Галкин.
В марте 1958 года стал кандидатом в члены КПСС, а в 1959 году стал членом КПСС. Работая на Магнитогорском металлургическом комбинате, занимался исследовательской деятельностью, в 1964 году совместно другими металлургами и учеными участвовал в работе над увеличением производительности на пятиклетовом стане.
В конце 1960-х годов перешёл на работу в строящийся пятый листопрокатный цех ММК, где занимает должности заместителя начальника и начальника цеха. В 1969 году вместе с директором ММК Андреем Филатовым и заместителем главного энергетика предприятия Хусидом удостоен Государственной премии СССР в области техники. В 1970 году назначен главным прокатчиком Магнитогорского металлургического комбината. С 1972 года являлся заместителем главного инженера комбината, занимая должность начальника производственного отдела ММК.
В 1977—1979 годах работал начальником производственного управления Министерства чёрной металлургии СССР.

### Директор Магнитогорского металлургического комбината
В 1979 году назначен директором Магнитогорского металлургического комбината, сменив на этом посту Д. П. Галкина.
Руководил комбинатом в последние годы эпохи застоя. Как отмечал сам Л. В. Радюкевич, важнейшим достижением своего директорства он считает начало строительства кислородно-конвертерного цеха. Кроме того, на предприятии был освоен целый ряд передовых технологий, таких как вакуумная обработка низколегированной стали, начало выпуска более чем десяти новых марок стали. Были введены в эксплуатацию два листопрокатных цеха (№ 7 и № 8), два листопрокатных цеха (стан «250» и «2500») претерпели реконструкцию.
Именно при Л. В. Радюкевиче было начато строительство магнитогорского ледового дворца, строительство которого было закончено следующим директором ММК И. Х. Ромазаном.
За участие в создании высокоэффективного прокатного оборудования, прокатку металла в поле суженных минусовых допусков и отгрузку его по теоретической массе удостоен премии Совета Министров СССР. За разработку технологии и организацию производства высокоточного холоднокатаного листа для офсетной печати в 1982 году удостоен второй Государственной премии СССР.
Являлся депутатом Совета Союза Верховного Совета СССР (1984—89 гг.) от Челябинской области, по Магнитогорскому избирательному округу № 338. Депутат Челябинского областного Совета народных депутатов.
Один из последующих директоров ММК Г. С. Сеничев характеризовал Радюкевича как жесткого управленца.

### Дальнейшая жизнь
С 1985 года работал первым заместителем министра чёрной металлургии СССР. После распада СССР одно время возглавлял корпорацию «Росчермет». После выхода на пенсию возглавлял межрегиональную общественную организацию «Объединение прокатчиков».
В 2012 году удостоен звания почетный гражданин города Магнитогорска. Сам Радюкевич считает Магнитогорск своей малой Родиной, здесь же живут его дети и внуки, которые также связали свою судьбу с Магнитогорским металлургическим комбинатом.
Двадцать лет прожил в Москве, но не смог привыкнуть к городу, много времени проводил в командировках, поэтому сейчас зиму и лето они с женой стараются проводить в Магнитогорске.

## Награды
- Орден Ленина (1981)[17]
- Орден Трудового Красного Знамени (1976)[17]
- Орден «Знак Почёта» (1971)[1]
- Орден Октябрьской Революции (1976)[17]
- Медаль «В ознаменование 100-летия со дня рождения Владимира Ильича Ленина»
- Государственная премия СССР (1969[9], 1982[17])
- Премия Совета Министров СССР (1973, 1990)[17]
- Знак отличия «За заслуги перед Челябинской областью» (9 декабря 2022) — за большой личный вклад в развитие металлургической промышленности в Челябинской области
- Почётный гражданин города Магнитогорска (2012)

## Публикации
- Антонов С. П., Бояршинов М. И., Куприн М. И., Пименов А. Ф., Радюкевич Л. В., Шакиров Н. М. Холодная прокатка жести. — Москва: Металлургия, 1965. — 227 с.
- Радюкевич Л. В. Пути повышения точности холоднокатаных листов и лент. — Свердловск: Уральский политехнический институт, 1980. — 76 с.
- Радюкевич Л. В., Добронравов А. И., Полушкин В. П. Когда минус дает плюс. прокатка металла в поле сужен. и минусовых допусков отгрузка его по теорет массе. — Челябинск: Южноуральское книжное издательство, 1984. — 103 с.
- Радюкевич Л. В. , Мельцер В. В., Стариков А. И. и др. Интенсификация производства листовой стали на широкополосных станах. — Москва: Металлургия, 1991. — 175 с.